# موش‌ها (فیلم ۱۹۲۱)
موش‌ها (به آلمانی: Die Ratten) فیلمی آلمانی در سبک درام است که در سال ۱۹۲۱ منتشر شد.